# Hit wo Nerae!
Hit wo Nerae! (ヒットをねらえ! Hitto o Nerae!?), también conocido como Smash Hit!, es una serie de anime del director Takeo Takahashi. El anime consta de 8 episodios. Cada episodio es de unos 13 minutos de duración.
Se trata de una precuela de LOVE ♥ LOVE?.

## Argumento
Mitsuki Ikita trabaja para la Corporación Houchiku. Ella es una productora de cine con experiencia produciendo películas para adultos. Ella tenía la intención de trabajar en la tercera entrega de la película de género policial, "El detective Rowdy". La película se cancela, y ella es elegida para ser la ayudante de producción de una nueva película. Esta nueva película es una película de "héroes" (un género generalmente se considera infantil). Ella está decidida a triunfar a pesar de esto, así que ella obtiene en el trabajo. Más tarde fue promovida a la función de productora principal cuando el productor principal original decide tomar un descanso. A lo largo de la producción de la película, ella trata de evitar que los temas eróticos de las cinco actrices sean filmados.

## Música
Ending Theme
- Todoketai Yume - por Ayano Ahane